# Empòrium
Empòrium és un drama líric amb música d'Enric Morera sobre un text d'Eduard Marquina i Angulo, estrenat en italià el 20 de gener de 1906 al Gran Teatre del Liceu de Barcelona.
Es tracta d'una òpera d'estil wagnerià, però ambientada a Catalunya.

## Història
L'obra va ser molt ben rebuda pel públic i la premsa. Les cantants van ser Amélie Talexis, Virginia Guerrini i Adela Gasull, i els cantants van ser Angelo Angioletti (Jaume Bachs i Rosés, cantant barceloní), Alfonso Mariani, Enrico Nani, Antonio Oliver i Matias Pascual, dirigits per Edoardo Mascheroni, amb escenografia de Frederic Brunet i Fita i Antoni Pous i Palau.
El llibret va ser publicat a Barcelona l'any 1906 per Fidel Giró, dedicat al musicòleg Joaquim Pena i Costa. L'any següent, el 1907, l'editor Casa Dotesio va editar la reducció per a piano de la partitura de Francesc Montserrat i Ayarbe, amb el text en català i italià, signats ambdós per Eduard Marquina.
Al Fons Morera de la Biblioteca de Catalunya es troba, a més d'esborranys, una partitura hològrafa signada pel compositor, amb dedicatòria a Rafael Llopart i Ferret, i exemplars de la reducció a piano de l'any 1907 signats pel compositor. Enric Morera va compondre Empòrium a una finca de Rafael Llopart, el mas d'en Puig, a Sitges.

## Argument
Lloc: Empòrium
Època: darrers temps de la invasió dels territoris romans per part dels bàrbars.

### Acte I
L'acció es desenvolupa a l'obrador de Clodius, gran ceramista de la ciutat, situat a les portes d'Empòrium. Un grup d'esclaus germànics entonen cants d'enyorança de la seva pàtria. Nethú, esclau germànic com ells, ben considerat per Clodius, explica als altres esclaus que la nit anterior ha sentit als guerrers germans acostar-se a les muntanyes. Els esclaus, animats per la notícia, aturen el treball i canten cançons sagrades de la seva terra.
Clodius apareix i a cop de fuet intenta fer tornar a la feina als esclaus. Nethú li fa front, i Clodius, enfurismat, intenta fuetejar Nethú. En aquest moment apareixen a escena Gorgias, un viatger grec amic de Clodius, i Rodia, una bella cortesana, quins contemplen amoïnats l'escena de l'enfrontament entre Clodius i Nethú. Gorgias retreu el seu comportament a Clodius. Aquest cedeix i accedeix a vendre Nethú a Gorgias, qui regala l'esclau a Rodia, molt atreta pel bell esclau. Clodius marxa amb la resta d'esclaus.
Nethú i Rodia parlen, atrets l'un per l'altre, mentre Gorgias fa algunes observacions iròniques. Sonen les veus dels camperols que tornen, els quals envaeixin l'escena, canten i ballen himnes a Evohé, fill del Sol. Un llenyataire que baixa de les muntanyes apareix cridant que ha vist als invasors que s'acosten a Empòrium. Ningú sembla impressionat per les paraules del llenyataire. Els camperols abandonen l'escena. Nethú sembla afectat per les paraules del llenyataire, més quan sent els noms de Nurion, heroïna guerrera i la seva antiga esposa, i de Bar, el seu pare.
El llenyataire i Gorgias surten d'escena, a explicar a la ciutat que els invasors s'acosten. Rodia li parla d'amor a Nethú, i quan aquest està a punt de rendir-se, sona llunyà l'himne dels esclaus, i Nethú, escapant dels braços de Rodia, fuig a les muntanyes.

### Acte II
L'acció es desenvolupa a les muntanyes, a prop de Empòrium. És de nit. Els invasors sorprenen un pastoret que dorm a la muntanya, el desperten i pretenen fer amb ell un sacrifici al seu déu. El pastoret intenta aixecar un sentiment de compassió en els invasors, i llavors arriben Nurion i Bar, i se suspèn el sacrifici. Bar llavors arenga als seus, els parla de la importància de portar a aquelles terres la forma de viure dels germànics. Després dona permís pel sacrifici del pastoret. Nethú arriba en aquell moment i intenta impedir-ho, i parla d'una manera molt propera al sentir mediterrani. Bar s'enutja, es barallen, i Nethú es disposa a abandonar als invasors, sent maleït per Bar. Nurion, acompanyada del seu fill, entra a escena aleshores impedint la sortida de Nethú. Aquest tracta d'impedir la invasió, potser pensant en Rodia. En un intent desesperat d'atreure Nethú, Rodia alça la seva daga amb el gest de voler matar el seu fill. Aquesta reacció de Nurion trenca els cors de tots, ella s'atura, i al final Nethú, Bar i Nurion s'abracen. Els invasors proclamen a Nethú cap de la invasió.

### Acte III
Interior de la casa de Clodius a l'interior de Empòrium. Clodius, Gorgias, Rodia i altres, comerciants, cortesans i amics, són a taula, festejant. Rodia fa un brindis intentant callar les veus dels que es burlen del seu sobtat enamorament per Nethú. Tots han oblidat la possible invasió de la ciutat. Gorgias respon al brindis de Rodia, i aleshores sonen llunyans sorolls de batalla, i entra Nethú en escena, armat i ensangonat. Fugen tots, excepte Rodia. Ella serveix un got de vi a Nethú, i li canta el seu amor. Nethú es nega a escoltar-la, però li demana que fugi i salvi la vida.
Abans no se separin, entren els invasors amb Nurion al capdavant. Enfurismada de gelosia, Nurion fereix amb el seu arma a Nethú, qui cau als braços de la seva esposa. Rodia intenta consolar Nurion, explicant-li que Nethú li ha sigut sempre fidel, i li explica que ella estava a punt de fugir justament perquè Nethú l'havia rebutjat. Aleshores Rodia mulla unes flors en la sang de Nethú i marxa cap al vaixell grec de Gorgias. Nethú li diu a Nurion que Rodia marxa perquè ells no estan preparats per acollir la bellesa. Al fons, sonen els cants dels remers grecs.